# Xysticus ibex
Xysticus ibex är en spindelart som beskrevs av Simon 1875. Xysticus ibex ingår i släktet Xysticus och familjen krabbspindlar. Utöver nominatformen finns också underarten X. i. dalmasi.